# AKTこんやのニュース
『AKTこんやのニュース』（エイケイティーこんやのニュース）は、2015年3月30日から2016年10月1日まで秋田テレビで放送されていた報道番組（スポットニュース）である。
それまで同局で放送されていた『ニュースあきた』のリニューアル版で、フジテレビ発のスポットニュースが『こんやのニュース』（番組表上ではFNNこんやのニュース＆あしたの天気）と改題したのに伴い、それにタイトルを合わせる形でスタートした。
放送時間は毎週月曜 - 土曜 20:54 - 21:00（日本標準時）。日曜日と長時間特別番組の放送日には、替わってフジテレビ『FNNこんやのニュース＆あしたの天気』の同時ネットが行われた。